# Brachy
Brachy är en kommun i departementet Seine-Maritime i regionen Normandie i norra Frankrike. Kommunen ligger i kantonen Bacqueville-en-Caux som tillhör arrondissementet Dieppe. År 2022 hade Brachy 676 invånare.

## Befolkningsutveckling
Antalet invånare i kommunen Brachy
| Referens: INSEE |